# Lindingaspis colae
Lindingaspis colae är en insektsart som först beskrevs av Robert Malcolm Laing 1929.  Lindingaspis colae ingår i släktet Lindingaspis och familjen pansarsköldlöss.
Artens utbredningsområde är Sierra Leone. Inga underarter finns listade i Catalogue of Life.